# Stanton Moore
Stanton Moore (New Orleans, Louisiana, 1972. július 9. –) amerikai dzsesszdobos.
A Galactic együttes megalapítója. Felvételeit különböző zenekarokkal rögzítette.
A New Orleans-i születésű  dobos alaposan kihasználta szülővárosa gazdag zenei örökségét. A kilencvenes évek elején rendszeresen játszott a Galactic zenekarral, egy olyan funk együttessel, amelynek meggyőző dobstílusa számára megfelelő volt.
Főiskolai végzettsége után a Galactic-kal amerikai világkörüli turnéra mentek. A 2000-es évek elején főleg saját együttese vezetésével foglalkozott, és a New Orleans Klezmer All Starsban játszott.

## Szólóalbumok
- All Kooked Out! (1998)
- Flyin' the Koop (2002)
- III (Stanton Moore album) (2006)
- Emphasis! (On Parenthesis) (2008)
- Groove Alchemy (2010)
- Conversations (2014)
- With You In Mind (2017 2CD)

## Galactic lemezek
- Coolin' Off (Fog City Records, 1996)
- Crazyhorse Mongoose (1999)
- Late for the Future (2000)
- We Love 'Em Tonight: Live at Tipitina's (2001)
- Vintage Reserve (2003)
- Ruckus (2003)
- From the Corner to the Block (2007)
- Ya-Ka-May (2010)
- Carnivale Electricos (2012)
- Into the Deep (2015)